# Tael

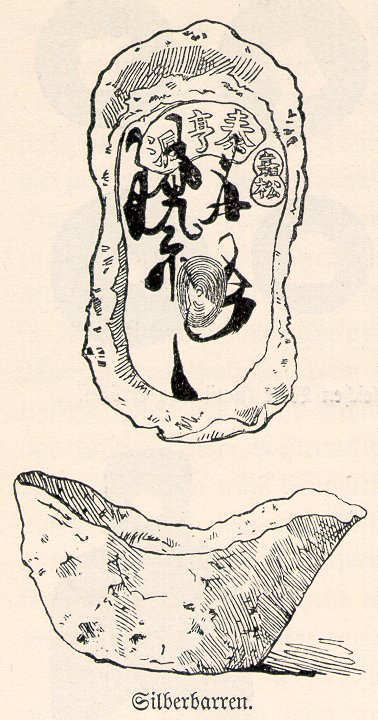
Lingot de diners xinesos en forma de vaixell gravat

El tael pot referir-se a diferents mesures de pesos de l'Extrem-Orient. No obstant això, aquest terme designa més sovint el tael xinès (xinès tradicional: 兩, xinès simplificat: 两, pinyin: liǎng), que formava part del sistema de mesura i de moneda xinès. Segons la regió o el tipus de comerç, la unitat de pes que servia de referència per mesurar el tael podia variar.
En general, el tael de plata pesava al voltant de 40 grams. La mesura oficial més corrent era el tael Kùpíng (庫平 « referència del Tresor », que pesava 37 grams).
Una mesura d'ús comercial corrent, el tael Cáopíng (漕平, « referencia per a la navegació sobre el Canal ») pesava 36,7 grams, d'una plata lleugerament menys pura.

## El tael com a unitat monetària
Els lingots de diners xinesos tradicionals anomenats sycee (細絲 / 细丝), així com altres monedes de metall preciós, no tenien denominació i no eren encunyats per una Casa de la Moneda central, i el seu valor era determinat pel seu pes en taels. Eren fabricats per orfebres independents per a les necessitats de moneda locals, i per conseqüent la forma de cada lingot era eminentment variable; les formes rectangulars o ovalades eren freqüents, però se'n coneix també els que tenien la forma de « vaixells », de flors, de tortugues, i d'altres. D'altra banda, el tael local tenia preeminència sobre els taels d'altres llocs, de tal manera que el tael de Cantó pesava 37,5 grams, el tael de Shanghai (o tael de la Convenció) pesava 33,9 grams, i el tael de la Duana (Hǎiguān, 海關 / 海关) pesava 37,8 grams.
Les taxes de canvi entre els diferents taels eren ben coneguts. El tael era la base de la moneda de plata, i el sycee es va fer servir fins al final de la dinastia dels Qing.
Els valors més freqüentment utilitzats eren 50 taels, 10 taels, i a continuació de 5 fins a un tael.

## Valor històric
Estudis recents suggereixen que, sobre la base de les paritats de poder de compra, un tael de diners valia, al començament de la dinastia dels Tang aproximadament 4.130 yuans d'avui, 2.065 al final de la dinastia dels Tang, i 660,8 al mig de la dinastia Tang.

## Ús actual
El tael és encara utilitzat com a mesura de pes. A la República popular de la Xina, és equivalent a 50 grams des que el país ha passat al sistema mètric. A Taïwan, Hong Kong, i a Àsia del Sud-est, el tael és equivalent a 10 mace (qián 錢) o a 1⁄16 de catty, encara que amb correspondències mètriques lleugerament diferents en aquests llocs. Les unitats xineses de mesura són normalment utilitzades als magatzems xinesos d'herbes medicinals, igual que en els canvistes d'or i de plata. A Shanghai, la plata es negocia sempre en taels.
A Hong Kong, un tael pesa 37,799 363 75 grams.
Al Vietnam, totes les transaccions domèstiques en or són sempre expressades en taels, i els premis de l'immobiliari són sovint donats igualment en taels d'or, més que en moneda local, de manera que queden fora de tota preocupació en relació amb la inflació.
Alguns productes alimentaris a la Xina es venen en taels, però no pesen necessàriament un tael. Per a l'arròs cuit, el pes del tael és avaluat utilitzant recipients corresponents a un tael d'arròs. D'altres articles venuts en taels comprenen el mantou de Shengjian i el Xiaolongbao, que són una mena de petits raviolis que es troba normalment a Shanghai. En aquest cas, un tael correspon tradicionalment a quatre raviolis i a vuit raviolis respectivament.

## Origen de la paraula
La paraula tael ve del malai tahil, qui vol dir « pes » ; avui, aquesta paraula és utilitzada en malai i en anglès per designar els pesos a Malàisia, a Singapur i al Brunei, on el terme és sempre utilitzat en certs contextos, en particular si afecta la important diàspora xinesa qui s'hi troba.
En xinès, tael s'escriu 兩 on 両 (xinès simplificat: 两) i es pronuncia liǎng en mandarí, leung en cantonès i niú o nió• en minnan. És una unitat de pes legal a Hong Kong.
En xinès, l'expressió « mig catty val vuit taels » (半斤八兩), que designa dues maneres diferents de designar una mateixa cosa, encara es fa servir avui en dia.